# 페드로 데 알바라도

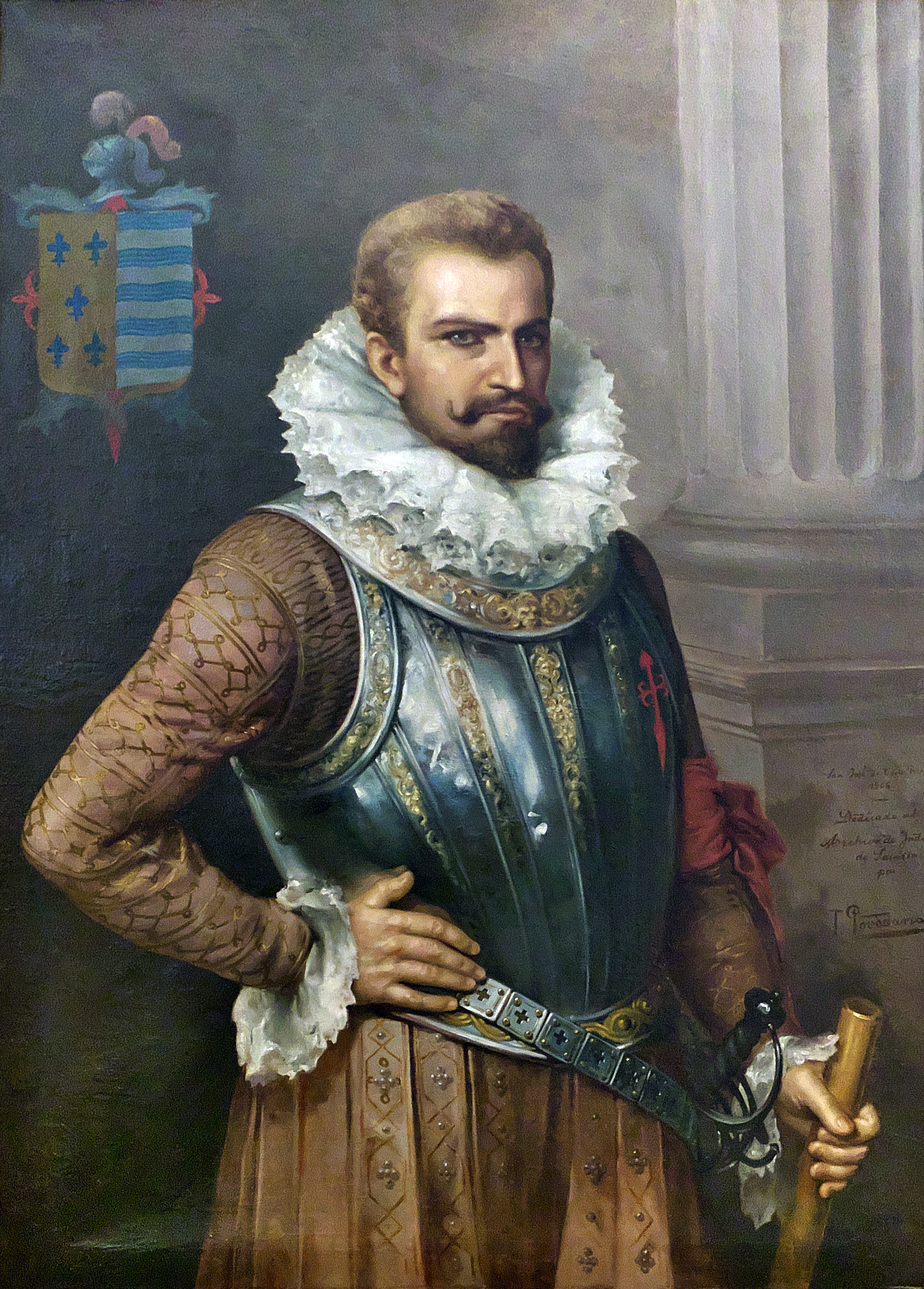

페드로 데 알바라도(Pedro de Alvarado, 본명: Pedro de Alvarado y Contreras, 1485년 경 ~ 1541년 7월 4일)는 스페인의 콩키스타도르이자 과테말라의 총독이다. 쿠바, 멕시코만 정복에 참여하였다. 과테말라, 온두라스, 엘살바도르를 포함한 중앙아메리카 다수 지역의 콩키스타도르로 간주된다.

## 같이 보기
- 검은 전설
- 비통한 밤
- 멕시코 정복
- 테쿤 우만